# Bad Tennstedt
Bad Tennstedt település Németországban, azon belül Türingiában. Lakosainak száma 2497 fő (2023. december 31.).

## Népesség
A település népességének változása:
| Lakosok száma | 2453 | 2487 | 2482 | 2482 | 2452 | 2504 | 2497 |
|               | 2015 | 2017 | 2018 | 2019 | 2021 | 2022 | 2023 |